# Étienne Tempier
Étienne Tempier († 3. September 1279) war Bischof von Paris.
Tempier stammte aus Orléans und war nach seinem Studium in Paris Magister der Theologie und Kanoniker an Notre Dame de Paris. 1263  wurde er Kanzler des Kathedralkapitels und damit der Universität Paris. Seit dem 7. Oktober 1268 war er bis zu seinem Tod Bischof von Paris. Gegen  Philipp III. den Kühnen verteidigte er die weltlichen Rechte der Kirche von Paris und wurde daraufhin 1273 vorübergehend aus seiner Diözese exiliert.  1274 nahm er am 2. Konzil von Lyon teil.
Seine  „Pariser Verurteilungen“ zahlreicher naturphilosophischer und metaphysischer Thesen des Averroismus und  Aristotelismus am 10. Dezember 1270 und 7. März 1277 an der Universität Paris markieren einen Höhepunkt in der Auseinandersetzung  der augustinisch-monastischen Theologie mit diesen philosophischen Strömungen des Hochmittelalters.